# Igreja Presbiteriana de Pinheiros
A Igreja Presbiteriana de Pinheiros (IPP), conhecida como “uma Igreja Missionária”, é uma igreja local federada à Igreja Presbiteriana do Brasil (IPB), sob jurisdição do Presbitério Pinheiros e Sínodo São Paulo. Está localizada na Avenida das Nações Unidas, 6151, Pinheiros, São Paulo, São Paulo, Brasil, tendo como pastor titular o Rev. Arival Dias Casimiro. Possui mais de 30 congregações, mais de 10 trabalhos de revitalização de igrejas presbiterianas já existentes e mais de 20 missionários espalhados pelo mundo, entre países como Índia, Iraque (curdos), Itália, Mongólia, Nepal, Nova Zelândia, Panamá, Paraguai, Peru, além de atuar no Oriente Médio e nos Estados do Ceará, da Paraíba, do Rio Grande do Norte, do Rio Grande do Sul e de São Paulo.
O trabalho evangelístico que originou a igreja teve início em junho de 1902 através da Igreja Presbiteriana Unida de São Paulo, sendo uma das mais antigas igrejas presbiterianas da capital paulista. 
Em 2016, foi também a 2ª igreja federada a IPB com maior arrecadação, conforme o relatório da Tesouraria do Supremo Concílio da Igreja Presbiteriana do Brasil, estando assim entre as maiores igrejas da denominação. Em 2018, no entanto, ficou em 1º lugar nas arrecadações.

## História
A partir de julho de 1902, membros da Igreja Presbiteriana Unida de São Paulo iniciaram um trabalho evangelístico no Bairro de Pinheiros, em São Paulo. Desde então a igreja iniciou reuniões em um escola pública e posteriormente em uma sala em frente a Igreja Católica do bairro.
Em julho de 1903 a igreja recebeu os primeiros convertido e em 1905 a congregação já era formada por 15 membros. 
Em 8 de julho de 1906 foi oficialmente organizada a Igreja Presbiteriana de Pinheiros, pelo Presbitério de São Paulo. Em 22 de julho de 1913 a igreja começou a construção de seu edifício usado para os cultos, sendo inaugurado em 2 de julho de 1922.
A partir de então a IPP foi ativa na plantação de outras igrejas na região, sendo até 1950 a igreja-mãe de outras 6 igrejas. Nos anos seguintes a igreja continuou crescendo e em 1970 a igreja iniciou a construção de um segundo edifício. Por fim, em 2010 a igreja mudou para seu prédio atual, na Avenida das Nações Unidas, 6151.
Em 2007 a igreja foi citada na dedicatória publicação do livro do Igreja? Tô Fora! autor Ricargo Agreste, que trata da necessidade das igrejas locais para o Cristianismo.

## Congregações
A igreja possui, ainda, as seguintes congregações:
1. Comunidade Viver - Igreja Presbiteriana,[6] em Campinas - Rev. Bruno Ribeiro da Silva;
2. Chiesa Presbiteriana di Pistoia,[7] Pistoia, Itália - Rev. Samuele Baroncelli;
3. Igreja Presbiteriana Aprisco, em Rio Grande da Serra - Rev. Elieser Durães;
4. Igreja Presbiteriana Boas Novas,[8] no bairro do Limão - Rev. Valcimei Oliveira Ferreira;
5. Igreja Presbiteriana de Andradina - Rev. Ademilson Narciso;
6. Igreja Presbiteriana de Birigui - Rev. Marcelo Correia Santos;
7. Igreja Presbiteriana de Campos do Jordão - Rev. Cleber de Freitas Vera;
8. Igreja Presbiteriana de Cruzeiro - Rev. Heber Mello;
9. Igreja Presbiteriana de Mendonça - Rev. Mateus Angusto Biondo Tassoni;
10. Igreja Presbiteriana de Miguelópolis - Rev. Vanderlei José Venutti;
11. Igreja Presbiteriana de Olímpia - Rev. David de Melo Júnior;
12. Igreja Presbiteriana de Orlândia - Rev. Evandro Soares Santos;
13. Igreja Presbiteriana de Panorama - Rev. Jubertino Esperdião da Silveira;
14. Igreja Presbiteriana de Perdizes,[9] - Rev. Robson Marinho Vieira dos Santos;
15. Igreja Presbiteriana de Valparaíso - Rev. Silvio Claudio Bernardino da Silva;
16. Igreja Presbiteriana do Brasil de Mogi Mirim - Evangelista Christian Robson;
17. Igreja Presbiteriana do Brasil Pilar do Sul - Rev. Edson da Luz Gonçalves;
18. Igreja Presbiteriana do Brasil em Aparecida - Rev. Jahy Barros Junior
19. Igreja Presbiteriana do Brasil em Ibiúna - Rev. Olavo da Silva Junior;
20. Igreja Presbiteriana do Brasil em Valinhos - Rev. Marcio Alexandre Magalhães Leme;
21. Igreja Presbiteriana do Brasil em Taquarituba - Rev. André David;
22. Primeira Igreja Presbiteriana do Brasil na Enseada - Rev. Adilson de Jesus;
23. Igreja Presbiteriana em Cunha - Lucas Freitas Barbosa;
24. Igreja Presbiteriana em Embu-Guaçu - Rev. Eliton José Ribeiro;
25. Igreja Presbiteriana Jardim Robru - Rev. Weyssann dos Santos Souza;
26. Igreja Presbiteriana José Bonifácio - Matheus Tinti Corrêa;
27. Igreja Presbiteriana Verdade e Vida, em Garça - Evangelista Luciano de Sena Pereira.

## Junta Missionária de Pinheiros
Em atendimento à Grande Comissão ("Disse-lhes [Jesus]: Ide por todo o mundo e pregai o Evangelho a toda criatura", Marcos 16.15), a Igreja Presbiteriana de Pinheiros, desde outubro de 2008, possui, como seu braço missionário, a Junta Missionária de Pinheiros - JMP. A igreja é, portanto, reconhecida pelo seu trabalho evangelístico e influência na plantação de igrejas, tendo sido acusada, em 2011, pelo Sínodo de Mojiana da IPB, de  estabelecer e manter trabalhos de evangelização, fora dos seus próprios limites, em regiões ocupadas por outros Presbitérios ou missões presbiterais.
A Igreja Presbiteriana de Pinheiros conta, ainda, com os cursos (educação a distância) da "EaD Pinheiros", que tem por objetivo a formação de cristãos para o trabalho na Igreja e no campo missionário. Os valores obtidos do curso são utilizados para avanços missionários e demais custas para atuação da Junta Missionária de Pinheiros.
No fim de agosto de 2020, foram iniciadas as traduções de mais de cem (100) sermões para a língua inglesa, como meio de fomentar os trabalhos evangelísticos, característicos da IPP.
PROJETOS:
Segundo as informações do sítio virtual da JPM, a Igreja detém os seguintes projetos:
Projeto Resgate: "O Projeto Resgate reúne um grupo de irmãos da IPP que se dispõe a evangelizar e resgatar usuários de drogas que moram ou frequentam a região da Cracolândia. Com este projeto, a igreja não apenas evangeliza os dependentes químicos, mas também trabalha para que eles possam deixar o local e o vício."
Projeto EAD: "O EAD Pinheiros promove cursos que capacitam todo cristão para cumprir o seu chamado, visando a proclamação do Reino de Deus por todos os lugares do mundo. Em conexão com esta visão, todo valor arrecadado será revertido para projetos missionários."
Instituto Lidere: "Para garantir a continuidade e cuidado com a obra de Deus, a Junta Missionária de Pinheiros também investe no discipulado e treinamento de futuros líderes, missionários e plantadores de igrejas através do Curso Lidere."
Projeto Amanajé: "O Projeto Amanajé possui uma equipe missionária que atua entre grupos tradicionais da Amazônia em diferentes tipos de ministérios. Entre eles está a evangelização e plantio de igrejas, a capacitação e formação de liderança local e ações humanitárias e de desenvolvimento sustentável."
Projeto Rumo ao Sertão: "O projeto Rumo ao Sertão tem a finalidade de plantar igrejas e acompanha-las em parcerias até as suas organizações e consolidações, nos Estados do Rio Grande do Norte, Ceará e Paraíba. Hoje, depois de 25 anos, foram plantadas 69 igrejas, organizadas 27, construídos 48 templos e ordenados 21 pastores."
Projeto Wapichana: "Atualmente, os Wapichana são uma população total de cerca de 13 mil indivíduos, habitando o interflúvio dos rios Branco e Rupununi, na fronteira entre o Brasil e a Guiana. É nesta região que nossos missionários desenvolvem um trabalho evangelístico."
JMP KIDS: "A missionária Fabiana desenvolve com a Junta Missionária de Pinheiros um projeto de apoio, acompanhamento e treinamento voltado para as atividades desenvolvidas com crianças nas Congregações da Igreja Presbiteriana Pinheiros."

## Missões Evangelísticas
Em 30 de agosto de 2020, o reverendo Arival Dias Casimiro, em sua regular e periódica prestação de contas à Igreja Presbiteriana de Pinheiros, prestou as seguintes informações:
Campos de Parceria:
A Igreja tem investido nos seguintes campos: Andradina, Cruzeiro, Cunha, São Paulo (Jardim Robru [prestes à organização da Igreja]), Congregação de Mendonça, Pirangi, José Bonifácio, Ipuã, Taquarituba, Campinas (região periférica, aeroporto), Eldorado, Botujuru, Registro (Agrochá), Polvilho (Cajamar) e Pilar do Sul.
Revitalizações e Plantações de Igrejas:
Os investimentos no sentido de revitalizar Igrejas Presbiterianas já existentes ou de plantar novas congregações: Tapera da Serra (Estado de Sergipe), Osasco (revitalização), Guarulhos (Jardim Paulista), Pau dos Ferros (Estado do Rio Grande do Norte), Vargem Grande (Estado do Maranhão), periferia de Ponta Grossa (Estado do Paraná), São Paulo (Veleiros), Sapé (Estado da Paraíba - base das missões para plantação 50 igrejas). Plantação de Igreja em Curicó (Chile) e em Pedra Mole (Estado de Sergipe).
Missões Transculturais:
Missões transculturais na Cracolândia.
Missionários:
Missionária Júlia Raquel (Índia), Missionário Jean Carlos (Iraque - atuação em campos de refugiados curdos), Missionário Umberto (Itália), Missionário Pastor Samuele Baroncelli (Itália - Chiesa Presbiteriana di Pistoia), Missionário Pastor Ronaldo Lidório ("Projeto Amanajé", na Amazônia), Missionária Dr.ª Maria Célia, Missionário Lucas (Mongólia), Missionário Cláudio (Nepal - plantação de duas igrejas), Missionário Luiz Otávio (Panamá: Cidade do Panamá), Missionário Elinaldo (Paraguai), Missionário "Jairinho" (Passo Fundo), Missionário Pastor Vacílios (Nova Zelândia e Oriente Médio), Missionário Alfonso (Peru), Missionário Augusto (Peru), Missionário "Marcão" ("Projeto Resgate").

## IPP TV
A “IPP TV” (TV Web da Igreja Presbiteriana de Pinheiros) surgiu em 8 de julho de 2020 em comemoração ao aniversário de 114 anos da igreja. Conta com uma programação que atende todo o público, seja infantil, seja o juvenil, masculino ou feminino, 24 (vinte e quatro) horas por dia. São de conteúdos evangélicos e, em muitos programas, tenta, de forma prática, aplicar a Bíblia e a doutrina reformada no dia a dia do cristão. Seu conteúdo é transmitido por meio do canal oficial da IPP no YouTube, que conta com mais de um milhão e quatrocentos e oitenta mil(1.480.000) inscritos e mais de duzentos e doze milhões (212.000.000) visualizações.
As programações são:
- 00:00 - “Pregação Expositiva”;
- 01:00 - “Sessão Conferência”;
- 02:00 - “Cada Dia”;
- 02:30 - “English Service”;
- 03:00 - “Pinheirinhos TV” (infantil; reprise);
- 03:30 - “Turma da Arca”;
- 04:00 - “Baú IPP”;
- 05:00 - “Programa Conexão com Deus”;
- 05:15 - “Sala de Prosa”;
- 05:30 - “Meditando nas Promessas”;
- 05:45 - “Trocando Ideias”;
- 06:00 - “Manhã IPP” (reprise);
- 07:00 - “Mulher Esperança”;
- 08:00 - “Orando pela Cidade”;
- 08:30 - “Escola Bíblica”;
- 09:30 - “Vida Devocional” (ao vivo);
- 10:00 - “Manhã IPP” (ao vivo);
- 11:00 - “Pinheirinhos TV” (infantil);
- 11:30 - “Pregação Expositiva”;
- 12:00 - “Aconselhamento Bíblico”;
- 13:00 - “Escola Bíblica”;
- 14:00 - “Sempre Juntos” (ao vivo);
- 14:30 - Faixa da Tarde (ao vivo):
  - Segunda-feira: “Teologia Descomplicada”;
  - Terça-feira: “Mulher Esperança”;
  - Quarta-feira: “Diário de Eva”;
  - Quinta-feira: “Aconselhamento Bíblico”;
  - Sexta-feira: “Capelania”;
- 15:30 - “Pregação Expositiva”;
- 16:00 - “Clube do Livro”;
- 16:30 - “Pinheirinhos TV”;
- 17:00 - “Escola Bíblica”;
- 18:00 - “Sã Doutrina”;
- 19:00 - “Pregação Expositiva”;
- 19:30 - “Orando pela Cidade”;
- 20:00 - Faixa da Noite (ao vivo):
  - Segunda-feira: “Conexão com Deus”;
  - Terça-feira: “Você é um Missionário”;
  - Quarta-feira: “Sã Doutrina”;
  - Quinta-feira: “Conhecendo as Escrituras”;
  - Sexta-feira: “Direto ao Ponto”;
- 21:00 - “Escola Bíblica”;
- 22:00 - “Baú IPP”;
- 23:00 - “Programa Capelania”.

Transmissões ao vivo de Cultos:
- Domingo:
  - 08:00 - “Culto Matutino I”;
  - 09:40 - “Escola Bíblica Dominical”;
  - 11:00 - “Culto Matutino II”;
  - 16:00 - “Culto Vespertino I”;
  - 17:30 - “Escola Bíblica Dominical”;
  - 19:00 - “Culto Vespertino II”;
- Segunda-feira:
  - 20:00 - “Conexão com Deus”.

## Eventos
A igreja se destaca por sediar eventos de grande proporção.  Em 2014 o Coral da IPP realizou apresentação de Natal nos shopping de São Paulo.
Em 2018 a igreja recebeu a Associação Evangélica Beneficente, com a participação da da Orquestra Criar & Tocar.

## Pastores
Seu primeiro pastor efetivo foi o reverendo Erasmo de Carvalho Braga. Desde 1996, o pastor efetivo da igreja é o reverendo Dr. Arival Dias Casimiro. Além dele, a igreja tem como pastores auxiliares: reverendo Alberto de Lima, reverendo Domingos Alves Filho, reverendo Leonardo Campanha, reverendo Mariano Alves, reverendo Nilson Ribeiro Luz Júnior e reverendo Valcimei de Oliveira Ferreira.
São ainda pastores colaboradores da IPP: reverendo Domingos Alves, reverendo Josué Ferreira, reverendo Paulo Carlos da Silva Junior ("Paulo Júnior" - Igreja Aliança do Calvário) e reverendo Paulo Sérgio Gomes. É, também, pastor colaborador o reverendo Hernandes Dias Lopes (sendo também pastor titular da Primeira Igreja Presbiteriana de Vitória). Hernandes é conhecido por sua participação em eventos evangelísticos e autoria de livros. Tem o reverendo Osias Mendes Ribeiro como Pastor Emérito.
| Pastor Efetivo                                               | Mandatos        |
| ------------------------------------------------------------ | --------------- |
| Rev. Erasmo de Carvalho Braga                                | 1906            |
| Rev. Modesto Perestrelo Barros de Carvalhosa                 | 1907-1910       |
| Rev. Thomas Jackson Porter                                   | 1911-1915       |
| Rev. André Jensen                                            | 1916            |
| Rev. Mattathias Gomes dos Santos (Matatias Gomes dos Santos) | 1917            |
| Rev. Baldomero Esteves Garcia                                | 1918-1919       |
| Rev. João Ribeiro de Carvalho Braga                          | 1920-1923       |
| Rev. Henrique de Oliveira Camargo                            | 1924            |
| Rev. Manoel Alves de Brito                                   | 1925-1926       |
| Rev. William (Guilherme) Cleary Kerr                         | 1927            |
| Rev. Nelson Baker Omegna                                     | 1928            |
| Rev. João Marques da Mota Sobrinho                           | 1929            |
| Rev. Herculano da Gouvêa Junior                              | 1930-1932       |
| Rev. Avelino Boamorte                                        | 1933-1934       |
| Rev. Rodolfo Garcia Nogueira                                 | 1935-1937       |
| Rev. Valério Manoel da Silva                                 | 1938            |
| Rev. Júlio Camargo Nogueira                                  | 1939-1942       |
| Rev. Jorge César Mota                                        | 1943-1944       |
| Rev. Sebastião Silva Machado                                 | 1945            |
| Rev. Paulo Lício Rizzo                                       | 1946            |
| Rev. Agostinho Piquet Perestrello de Carvalhosa              | 1947            |
| Rev. Wilson Nóbrega Lício                                    | 1958-1964       |
| Rev. Natanael Emerick                                        | 1965-1967       |
| Rev. Osias Mendes Ribeiro                                    | 1968-1992       |
| Rev. Carlos Eduardo Aranha                                   | 1993            |
| Rev. Paulo Corrêa Arantes                                    | 1994-1995       |
| Rev. Dr. Arival Dias Casimiro                                | 1996-atualidade |

Dentre seus pastores efetivos, foram Presidentes do Supremo Concílio da Igreja Presbiteriana do Brasil o reverendos: Modesto Perestrelo Barros de Carvalhosa (1875-1877, 1883-1885 e 1906-1910), João Ribeiro de Carvalho Braga (1903-1906, Matatias (Mattathias) Gomes dos Santos (1917-1918 e 1926-1928), Erasmo de Carvalho Braga (1924-1926) e William (Guilherme) Cleary Kerr (1937-1942).

## Controvérsias
Em 2018 a igreja foi alvo de críticas por receber a pré-candidata a Presidente da República, Marina Silva, em um de seus eventos destinados as mulheres. A igreja se manifestou no sentido de não ser a participação da pré-cadidata nenhum evento político e sim um evento religioso destinado a mulheres. 